# Tlaxco, Tlaxcala
Tlaxco là một đô thị thuộc bang Tlaxcala, México. Năm 2005, dân số của đô thị này là 36506 người.